# لیون، میشیگان
لیون (به انگلیسی: Lyons Township) یک منطقهٔ مسکونی در ایالات متحده آمریکا است که در شهرستان آیونیا، میشیگان واقع شده‌است.
 لیون ۹۵٫۷ کیلومتر مربع مساحت و ۳٬۴۴۶ نفر جمعیت دارد و ۲۳۲ متر بالاتر از سطح دریا واقع شده‌است.